# Debre Markos
Debre Markos – miasto w środkowej Etiopii, w stanie Amhara. Według danych szacunkowych na rok 2008 liczy 93 780 mieszkańców.